# Josef Ungermann
Josef Ungermann (* 5. Februar 1902 in München; † 22. September 1985) war ein deutscher Politiker der SPD.

## Leben
Ungermann besuchte die Volks- und Fachschule und erlernte das Möbelbeiz- und Polierhandwerk. Im Ersten Weltkrieg arbeitete er in der Rüstungsindustrie, anschließend bis 1941 im Möbelhandwerk für Stilmöbel. Nach dem Zweiten Weltkrieg war er als Behördenangestellter tätig. Darüber hinaus besuchte er mehrere Volkshochschul- und Gewerkschaftslehrgänge und Seminare, hatte verantwortliche Funktionen in der Gewerkschaft und seiner Partei inne und saß im Schulpflegeausschuss. Er gehörte dem vorläufigen Bezirkstag der Regierung von Oberbayern und von 1954 bis 1966 dem Bayerischen Landtag an, in den er zuletzt über ein Direktmandat in einem Münchner Stimmkreis gewählt wurde.